# Jens Clausen
Jens Christian Clausen (* 11. März 1891 in Eskilstrup, Dänemark; † 22. November 1969 in Palo Alto, Kalifornien) war ein dänisch-US-amerikanischer Botaniker. Er war ein Pionier im Feld der ökologischen und evolutionären Genetik von Pflanzen.
1949 wurde er in die American Academy of Arts and Sciences gewählt, 1959 in die National Academy of Sciences.